# Biocomunicazione
Nello studio delle scienze biologiche, la biocomunicazione è qualsiasi tipo specifico di comunicazione all'interno di (intraspecifica) o tra (interspecifica) specie di piante, animali, funghi, protozoi e microrganismi. Comunicazione significa fondamentalmente interazioni mediate da segni che seguono tre livelli di regole (sintattiche, pragmatiche e semantiche). Nella maggior parte dei casi i segni sono molecole chimiche (sostanze semiochimiche), ma anche tattili, o come negli animali anche visivi e auditivi. Le biocomunicazioni degli animali possono includere vocalizzazioni (come tra le specie di uccelli in competizione), o produzione di feromoni (come tra varie specie di insetti), segnali chimici tra piante e animali (come nella produzione di tannini utilizzati dalle piante vascolari per avvertire gli insetti), e comunicazione chimicamente mediata tra piante e all'interno delle piante.
La biocomunicazione dei funghi dimostra che la comunicazione micotica integra interazioni interspecifiche mediate da segni tra organismi fungini, batteri del suolo e cellule radicali delle piante senza le quali la nutrizione delle piante non potrebbe essere organizzata. La biocomunicazione degli archeobatteri (Archaea) rappresenta i principali livelli delle interazioni mediate da segni negli acarioti più antichi dal punto di vista evolutivo.

## Biocomunicazione, biosemiotica e linguistica
La teoria delle biocomunicazioni può essere considerata una branca della biosemiotica. Mentre la biosemiotica studia la produzione e l'interpretazione di segni e codici, la teoria delle biocomunicazioni indaga le interazioni concrete mediate dai segni. Di conseguenza, si distinguono aspetti sintattici, semantici e pragmatici dei processi di biocomunicazione. La biocomunicazione specifica degli animali (comunicazione animale) è considerata una branca della zoosemiotica. Lo studio semiotico della genetica molecolare può essere considerato uno studio della biocomunicazione al suo livello più elementare.

## Gerarchia della lingua
Data la complessità e la gamma degli organismi biologici e l'ulteriore complessità all'interno dell'organizzazione neurale di un particolare organismo animale, esiste una varietà di linguaggi di biocomunicazione.
Una gerarchia di linguaggi di biocomunicazione negli animali è stata proposta da Subhash Kak: questi linguaggi, in ordine crescente di generalità, sono associativi, riorganizzativi e quantistici. I tre tipi di linguaggi formali della gerarchia di Chomsky si associano alla classe del linguaggio associativo.